# Wolfgang Bartuschat
Wolfgang Bartuschat (* 13. Mai 1938 in Königsberg; † 10. August 2022 in Hamburg) war ein deutscher Philosoph.

## Leben
Nach dem Abitur 1958 am Jacobi-Gymnasium Düsseldorf studierte er von 1958 bis 1963 Philosophie, Soziologie und Germanistik in Hamburg, Heidelberg, Wien, Bonn und an der FU Berlin. Nach der Promotion 1964 in Heidelberg bei Hans-Georg Gadamer mit einer Arbeit über Nietzsche hatte er von 1964 bis 1970 einen Lehrauftrag am Philosophischen Seminar Heidelberg. Von 1966 bis 1969 war er Habilitationsstipendiat der DFG. 1970 wurde er wissenschaftlicher Assistent an der Universität Hamburg. Nach der Habilitation 1971 in Hamburg mit einer Arbeit über Kants „Kritik der Urteilskraft“ wurde er 1977 Professor für Philosophie an der Universität Hamburg. 1994 lehrte er als Gastprofessor an der Humboldt-Universität Berlin. 2001 lehrte er als Gastprofessor an der Universität Bordeaux Montaigne. 2002 trat er in den Ruhestand.
Seine Forschungsschwerpunkte waren die Geschichte der Philosophie von Descartes bis Hegel, Spinoza und Kant.
Wolfgang Bartuschat wurde auf dem Friedhof Ohlsdorf beigesetzt. Die Grabstätte liegt in der Nähe der Kapelle 9 (Planquadrat AE 37).

## Schriften (Auswahl)
- Nietzsche. Selbstsein und Negativität. Zur Problematik einer Philosophie des sich selbst vollendenden Willens. Heidelberg 1964, OCLC 1055311100 (zugleich Dissertation, Heidelberg 1964).
- Zum systematischen Ort von Kants Kritik der Urteilskraft (= Philosophische Abhandlungen Band 43). Klostermann, Frankfurt am Main 1972, OCLC 610700496 (zugleich Habilitationsschrift, Hamburg 1971).
- Spinozas Theorie des Menschen. Meiner, Hamburg 1992, ISBN 3-7873-1090-8.
- Individuum und Gemeinschaft bei Spinoza (= Mededelingen vanwege het Spinozahuis Band 73). Eburon, Delft 1996, ISBN 90-5166-512-1.